# Маями еПри 2015
Маями еПри 2015 е първото еПри в Маями и САЩ и пети кръг в дебютния сезон 2014/2015 на Формула Е. Провежда се на 14 март 2015 г. на пистата Бискейн Бей Стрийт Сиркуит. Състезанието печели Никола Прост пред Скот Спийд и Даниел Абт.

## Преди състезателния ден
В стартовия списък има общо четири промени в сравнение с надпреварата в Буенос Айрес. В тима на Андрети Аутоспорт бившият пилот на Торо Росо във Формула 1 Скот Спийд заменя Марко Андрети, като по този начин става четвъртият пилот зад волана на болида с номер 28 в петте старта. Лоик Дювал, заводски пилот на Ауди в състезанията за издръжливост и победител в 24-те часа на Льо Ман през 2013 г., заема мястото на Ориол Сервиа в Драгън Рейсинг, който от своя страна се отказва от пилотското си място, за да заеме поста на технически директор в отбора. В Чайна Рейсинг Шарл Пик, който в първия старт за сезона в Пекин кара за Андрети Аутоспорт и завършва на четвърто място, заменя Хо-Пин Тунг. Последната промяна става факт два дни преди състезанието, когато Микела Черути от Трули ГП обявява, че се отказва от сериите по „професионални причини“, а собственикът на тима Ярно Трули намира заместник в лицето на бившия пилот на Ред Бул, Торо Росо, Форс Индия и Испания Рейсинг във Формула 1 Витантонио Лиуци, който по същото време кара почивката си в Маями.
С най-много гласове в гласуването на феновете за FanBoost са Салвадор Дуран, Жан-Ерик Верн и Бруно Сена.

## Свободни тренировки, квалификация и наказания
Първоначално е планирано да се проведат две свободни тренировки, но заради силна буря пистата не може да бъде подготвена за състезанието навреме и така се провежда само една. Най-бързо време в нея дава Сам Бърд (1:06.588) пред Карун Чандок и Лукас ди Граси.
Заради закъснението с тренировката, форматът на квалификацията също е променен, като четирите групи от по пет пилоти имат само осем вместо десет минути на разположение, за да запишат най-бърза обиколка. Това прави Жан-Ерик Верн (1:05.953) пред Нелсиньо Пикет (1:06.003) и Никола Прост (1:06.167). Пикет обаче има да изтърпява наказание да стартира с пет места по-назад, защото в предишния кръг кара с превишена скорост при развети жълти флагове. Далите съответно десето и 16-о време Ник Хайдфелд и Карун Чандок са дисквалифицирани заради превишаване на енергийния лимит и стартират от последните две места.

## Състезание
В средата на първата обиколка Сам Бърд успява да изпревари Прост за второто място. Това е единствената промяна в позициите в челото на колоната до средата на състезанието, като дотогава води Верн пред Бърд, Прост, Абт, Саразен, ди Граси, Пикет, Д'Амброзио и Спийд, като разликата между първия и последния от тях е няколко секунди. 19-ата обиколка Бърд притиска Верн и го задминава, като при тази маневра двата болида леко се допират. В същата обиколка в бокса влизат повечето от тях с изключение на Бърд, Прост, Пикет и Спийд. Благодарение на по-бързата смяна на болидите си, Абт и ди Граси успяват да излязат преди Верн, а Саразен има проблеми със скоростната кутия на втория си болид и губи една минута, с което пада до 19-ото място. Водачът Бърд остава на пистата, но с много малко резерв на енергия и тъй като не може да изкара следващата обиколка в състезателно темпо, следващите го Прост, Пикет и Спийд го изпреварват.
След като всички пилоти минават през бокса, начело на колоната се оказва Абт, който води пред Прост, ди Граси, Верн, Спийд, Д'Амброзио, Бърд, Буеми, Пикет и Сена. В 23-тата обиколка Чандок получава е наказан с преминаване през бокса, а в следващата Спийд излиза на четвърто място. Две обиколки по-късно Сена чупи окачване и отпада от надпреварата. Малко по-късно Д'Амброзио също изпреварва Верн, а Пикет, който влиза предпоследен в бокса разполага с повече енергия от преките си конкуренти и успява да изпревари Буеми, Бърд и Верн в рамките на четири обиколки. В 34-тата обиколка Спийд минава пред ди Граси, чиято акумулаторна батерия прегрява и затова бразилецът разполага с по-малко мощност. До края на състезанието ди Граси е изпреварен от още няколко пилоти и в крайна сметка завършва на девето място, като по този начин губи първото място в генералното класиране при пилотите. Съотборникът му от Ауди Спорт АБТ Даниел Абт също има проблеми и две обиколки преди края се налага да пести енергия, което позволява на Прост и Бърд да го задминат, но все пак успява да финишира на трето място. Същото се отнася и за Буеми, който губи няколко позиции и остава извън точките, а шестият по това време време Верн отпада две обиколки преди края. В последната обиколка Спийд пробва да изпревари и Прост, който закача стената в седмия завой, но въпреки това успява да удържи на натиска на дебютанта. Състезанието в Маями е първото в историята на Формуа Е, което преминава без да се налага колата на сигурността да излиза на пистата.

## Резултати

### Квалификация
| Поз.      | №  | Пилот                  | Отбор             | Време    | Разлика | Решетка |
| --------- | -- | ---------------------- | ----------------- | -------- | ------- | ------- |
| 1         | 27 | Жан-Ерик Верн          | Андрети Аутоспорт | 1:05.953 |         | 1       |
| 2         | 99 | Нелсиньо Пикет         | Чайна Рейсинг     | 1:06.003 | +0.050  | 71      |
| 3         | 8  | Никола Прост           | е.дамс-Рено       | 1:06.170 | +0.217  | 2       |
| 4         | 2  | Сам Бърд               | Върджин Рейсинг   | 1:09.388 | +0.254  | 3       |
| 5         | 66 | Даниел Абт             | Ауди Спорт АБТ    | 1:06.255 | +0.302  | 4       |
| 6         | 30 | Стефан Саразен         | Венчъри Гран При  | 1:06.389 | +0.436  | 5       |
| 7         | 11 | Лукас ди Граси         | Ауди Спорт АБТ    | 1:06.424 | +0.471  | 6       |
| 8         | 7  | Жером Д'Амброзио       | Драгън Рейсинг    | 1:06.502 | +0.549  | 8       |
| 9         | 3  | Хайме Алгерсуари       | Върджин Рейсинг   | 1:06.503 | +0.550  | 9       |
| 10        | 28 | Скот Спийд             | Андрети Аутоспорт | 1:06.527 | +0.574  | 10      |
| 11        | 18 | Витантонио Лиуци       | Трули ГП          | 1:06.836 | +0.883  | 11      |
| 12        | 77 | Салвадор Дуран         | Амлин Агури       | 1:06.888 | +0.935  | 12      |
| 13        | 9  | Себастиен Буеми        | е.дамс-Рено       | 1:07.037 | +1.084  | 13      |
| 14        | 10 | Ярно Трули             | Трули ГП          | 1:07.163 | +1.210  | 14      |
| 15        | 21 | Бруно Сена             | Махиндра Рейсинг  | 1:07.283 | +1.330  | 15      |
| 16        | 55 | Антонио Феликс да Коща | Амлин Агури       | 1:07.678 | +1.725  | 16      |
| 17        | 88 | Шарл Пик               | Чайна Рейсинг     | 1:08.243 | +2.290  | 17      |
| 18        | 6  | Лоик Дювал             | Драгън Рейсинг    | 1:09.454 | +3.501  | 18      |
| -         | 23 | Ник Хайдфелд           | Венчъри Гран При  | 1:06.510 | +0.557  | 192     |
| -         | 5  | Карун Чандок           | Махиндра Рейсинг  | 1:07.223 | +1.270  | 202     |
| Източник: |    |                        |                   |          |         |         |

Балежки:
- 1 – Нелсиньо Пикет е наказан да стартира с пет места по-назад заради превишена скорост в предишния кръг.
- 2 – Ник Хайдфелд и Карун Чандок са дисквалифицирани заради превишаване на енергийния лимит.

### Състезание
| Поз.      | №  | Пилот                  | Отбор             | Обиколки | Време/Отпадане | Място | Точки |
| --------- | -- | ---------------------- | ----------------- | -------- | -------------- | ----- | ----- |
| 1         | 8  | Никола Прост           | е.дамс-Рено       | 39       | 46:12.349      | 01    | 25    |
| 2         | 28 | Скот Спийд             | Андрети Аутоспорт | 39       | +0.443         | 08    | 18    |
| 3         | 66 | Даниел Абт             | Ауди Спорт АБТ    | 39       | +5.581         | 01    | 15    |
| 4         | 7  | Жером Д'Амброзио       | Драгън Рейсинг    | 39       | +5.941         | 04    | 12    |
| 5         | 99 | Нелсиньо Пикет         | Чайна Рейсинг     | 39       | +6.426         | 02    | 121   |
| 6         | 55 | Антонио Феликс да Коща | Амлин Агури       | 39       | +8.754         | 10    | 8     |
| 7         | 6  | Лоик Дювал             | Драгън Рейсинг    | 39       | +9.498         | 11    | 6     |
| 8         | 2  | Сам Бърд               | Върджин Рейсинг   | 39       | +19.817        | 05    | 4     |
| 9         | 11 | Лукас ди Граси         | Ауди Спорт АБТ    | 39       | +20.631        | 03    | 2     |
| 10        | 77 | Салвадор Дуран         | Амлин Агури       | 39       | +24.587        | 02    | 1     |
| 11        | 3  | Хайме Алгерсуари       | Върджин Рейсинг   | 39       | +43.883        | 02    |       |
| 12        | 23 | Ник Хайдфелд           | Венчъри Гран При  | 39       | +47.878        | 07    |       |
| 13        | 9  | Себастиен Буеми        | е.дамс-Рено       | 39       | +1:04.587      | = 0   |       |
| 14        | 5  | Карун Чандок           | Махиндра Рейсинг  | 39       | +1:23.539      | 06    |       |
| 15        | 10 | Ярно Трули             | Трули ГП          | 38       | +1 обиколка    | 01    |       |
| 16        | 18 | Витантонио Лиуци       | Трули ГП          | 38       | +1 обиколка    | 05    |       |
| 17        | 88 | Шарл Пик               | Чайна Рейсинг     | 38       | +1 обиколка    | = 0   |       |
| 18        | 27 | Жан-Ерик Верн          | Андрети Аутоспорт | 37       | +2 обиколки    | 17    | 32    |
| Отп       | 30 | Стефан Саразен         | Венчъри Гран При  | 31       | Окачване       | 14    |       |
| Отп       | 21 | Бруно Сена             | Махиндра Рейсинг  | 25       | Окачване       | 05    |       |
| Източник: |    |                        |                   |          |                |       |       |

Балежки:
- 1 – Две точки за най-бърза обиколка.
- 2 – Три точки за първо място в квалификациите.

## Класиране след състезанието
| Поз | Пилот           | Точки |
| --- | --------------- | ----- |
| 1   | Никола Прост    | 67    |
| 2   | Лукас ди Граси  | 60    |
| 3   | Сам Бърд        | 52    |
| 4   | Нелсиньо Пикет  | 49    |
| 5   | Себастиен Буеми | 43    |

| Поз | Конструктор       | Точки |
| --- | ----------------- | ----- |
| 1   | е.дамс-Рено       | 110   |
| 2   | Ауди Спорт АБТ    | 79    |
| 3   | Върджин Рейсинг   | 78    |
| 4   | Андрети Аутоспорт | 62    |
| 5   | Драгън Рейсинг    | 56    |